# 硝酸锆
硝酸锆是一种无机化合物，化学式为Zr(NO3)4，存在五水合物和无水物。和其他硝酸盐一样，硝酸锆是一种氧化剂。

## 制备
无水硝酸锆可由四氯化锆和五氧化二氮反应得到：
{\displaystyle {\mathsf {ZrCl_{4}+4N_{2}O_{5}\ {\xrightarrow {}}\ Zr(NO_{3})_{4}+4NO_{2}Cl}}}
其水合物通过氢氧化锆和硝酸反应来制备：
{\displaystyle {\mathsf {Zr(OH)_{4}+4HNO_{3}\ {\xrightarrow {15^{o}C}}\ Zr(NO_{3})_{4}+4H_{2}O}}}